# Vododerina
Vododerina — oblik reljefa u obliku relativno dubokih i strmih nezatravljenih korita, formiranih privremenim vodotocima.
Vododerine nastaju na povišenim ravnicama ili brdima, sastavljenih od rahlog, lako erodirajućeg stijenja, kao i na padinama dolina. Duljina vododerina kreće se od nekoliko metara do nekoliko kilometara. Lučiti mlade (ubrzano se razvijaju) i zrele vododerine. 
Vododerine su najviše rasprostranjene u europskom dijelu Rusije u okviru šumsko‑stepskih i stepskih zona, u Centralnoj Aziji — u prapornim područjima Kine, u nekim dijelovima SAD-a i tropskim zemljama. 
Vododerine uzrokuju velike štete poljoprivredi, raskomadavanja i uništavanja polja. Kako bi se spriječila erozija zbog vododerina, učinkovite su poljoprivredne mjere koje uklanjaju ili smanjuju otjecanje površinskih voda i doprinose zadržavanju vlage u poljima. Na područjima gdje se razvijaju vododerine koriste se hidrotehnički uređaji: zatvaranje zidova, bedemi, terase, drenaža kanala, brane, zadržavajući zidovi, itd., kao i pošumljavanje i zatravljivanje padina i dna, kroz koji se zaustavlja razvoj mreža vododerina.